# Bernd Hüttemann

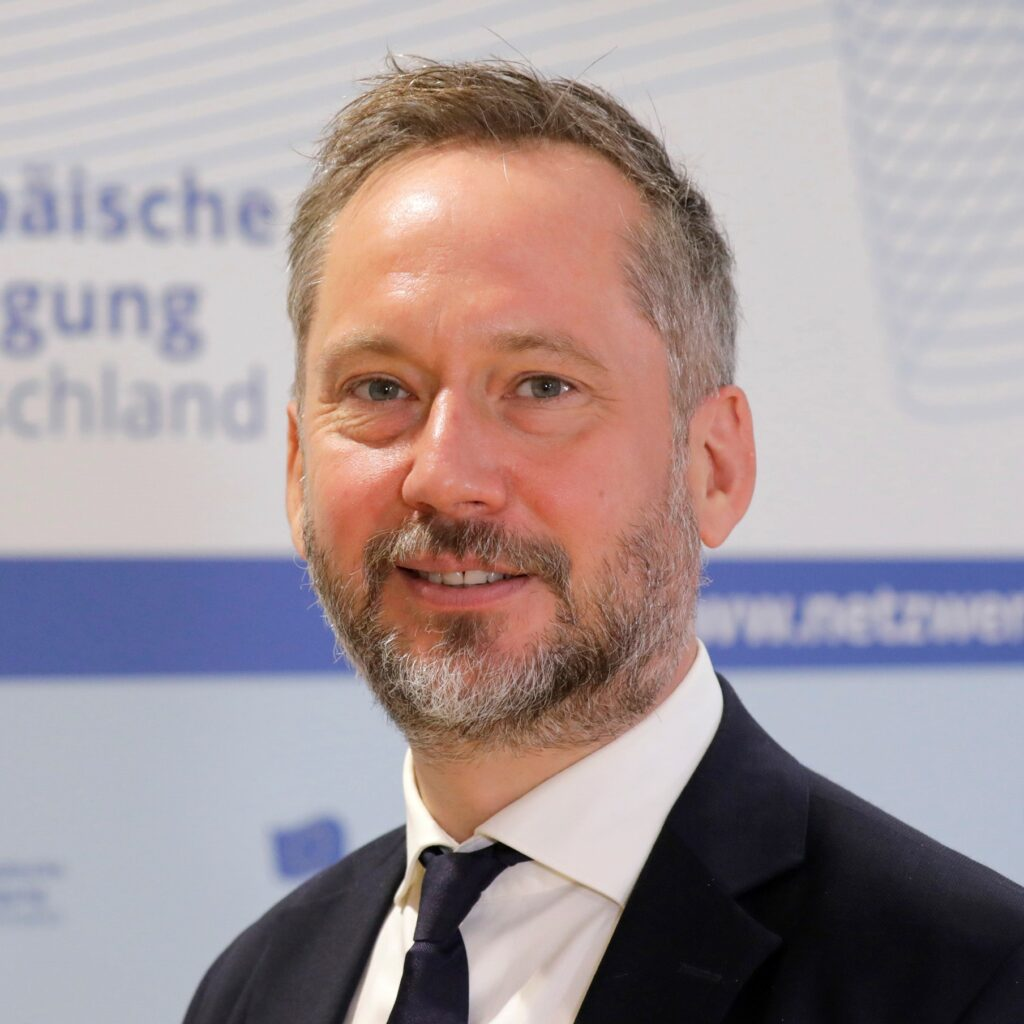
Bernd Hüttemann, 2021

Bernd Hüttemann (* 8. Dezember 1970 in Paderborn) ist seit 2003 Generalsekretär der Europäischen Bewegung Deutschland. Hüttemann ist zudem Vorstandsmitglied von Transparency International Deutschland und europapolitischer Berater der katholischen Deutschen Bischofskonferenz und Lehrbeauftragter am Jean-Monnet-Lehrstuhl für Europäische Politik der Universität Passau.

## Ausbildung
Bernd Hüttemann besuchte das Gymnasium Theodorianum in Paderborn und studierte an der Universität Bonn Politikwissenschaften, Geschichte und Europarecht.

## Berufliche Laufbahn
Seit 2003 ist Hüttemann hauptamtlicher Generalsekretär der Europäischen Bewegung Deutschland (EBD), ein institutionell vom Auswärtigen Amt gefördertes europapolitisches Netzwerk in Berlin. Parallel ist er seit 2011 als Lehrbeauftragter an der Universität Passau am Joan-Monnet-Lehrstuhl für Europäische Politik tätig. Von 2015 bis 2018 lehrte Hüttemann zudem regelmäßig an der Hochschule für Wirtschaft und Recht Berlin. Er ist auch Lehrbeauftragter an der Quadriga Hochschule Berlin.
In seinen vorherigen beruflichen Stationen war Hüttemann als Mitarbeiter in der Robert Bosch Stiftung, als PR-Berater und als wissenschaftlicher Mitarbeiter im Institut für Europäische Politik tätig. Von 2000 bis 2003 führte er Programme des Auswärtigen Amts zur EU-Heranführung der Slowakei und Kroatien durch, unter anderem als Berater des slowakischen Regierungsamtes in Bratislava.

## Europapolitik
Seine europapolitische Karriere begann Hüttemann bei den Jungen Europäischen Föderalisten (JEF) und war u. a. 1997 bis 1998 Bundessekretär der JEF Deutschland. Er war in diesem Rahmen unter anderem als Büroleiter in Bonn und Brüssel tätig. Von 2003 bis 2013 engagierte sich Hüttemann als ehrenamtlicher Generalsekretär für die Europa-Union Deutschland unter Peter Altmaier. Von 2014 bis 2020 war er zudem als Vizepräsident der Europäischen Bewegung International tätig. Er wirkt ebenfalls als Koautor in der „Bischöflichen Arbeitsgruppe Europa“ der Deutschen Bischofskonferenz mit.
2010 wurde Bernd Hüttemann vom Wirtschaftsmagazin Capital als einer von 160 deutschen Top-Nachwuchsführungskräften unter 40 Jahren benannt. Laut dem Tagesspiegel ist „seine Rolle als europäischer Netzwerker in der Regierungsmeile nicht zu unterschätzen“. Der Deutschlandfunk bezeichnet ihn als hauptberuflichen Lobbyisten für die EU. Laut Table Media 2024 ist er einer der 100 entscheidenden Köpfe der deutschsprachigen EU-Szene. Er sei der am besten vernetzte Europa-Lobbyist in Berlin.
Hüttemanns inhaltliche Schwerpunkte liegen u. a. in der europäischen Interessenvertretung, der Politischen Kommunikation und der Koordinierung zur Europapolitik in Deutschland. Dabei vertritt er die These, dass Lobbyisten im Brüsseler Politikbetrieb zu Unrecht einen schlechten Ruf genössen.
Er gilt als Politikwissenschaftler mit besonderer Expertise für andere Mitgliedstaaten der EU, insbesondere Italien.

## Schriften
- Patrick Bernhagen, Bernd Hüttemann: Lobbying in the European Union. In: Karsten Mause, Andreas Polk (Hrsg.): The Political Economy of Lobbying: Channels of Influence and their Regulation (= Studies in Public Choice). Band 43. Springer International Publishing; Imprint Springer, Cham 2023, ISBN 978-3-03144392-3, S. 315–337.
- Bernd Hüttemann: Lobbyismus im Mehrebenensystem der Europäischen Union. In: Andreas Polk, Karsten Mause (Hrsg.): Handbuch Lobbyismus. Springer Fachmedien Wiesbaden, Wiesbaden 2022, ISBN 978-3-658-32324-0, S. 1–21.
- Bernd Hüttemann: Networked Democratic Diplomacy: A democratic Europe needs a new kind of public diplomacy. In: Internationale Politik Quarterly. 2022 (online [abgerufen am 2. Juni 2024]).
- Bernd Hüttemann: Interessenvertretung. In: Werner Weidenfeld, Wolfgang Wessels (Hrsg.): Europäische Integration: Jahrbuch der Europäischen Integration 2021. Nomos Verl.-Ges., Baden-Baden 2021, ISBN 978-3-8487-7252-0, S. 173–176 (nomos-elibrary.de).
- Bernd Hüttemann und Elena Sandmann: Im Mittelfeld der Europapolitik: Zivilgesellschaft, Lobbyismus und Partizipative Demokratie im Mehrebenensystem der EU. Hrsg.: Forschungsjournal Soziale Bewegungen. Band 32, Nr. 4, 2020, S. 557–569 (degruyter.com).
- Bernd Hüttemann: Daniel Göler, Eckart Stratenschulte. In: Norm- und Regeltransfer in der europäischen Außenpolitik. Nomos Verl.-Ges., Baden-Baden 2018, ISBN 978-3-8487-7252-0, S. 173–176 (nomos-elibrary.de).
- Bernd Hüttemann: Lobbyismus in der partizipativen Demokratie. In: Werner Weidenfeld, Wolfgang Wessels (Hrsg.): Jahrbuch der Europäischen Integration 2017. Nomos Verl.-Ges., Baden-Baden 2017, ISBN 978-3-8487-4225-7, S. 193–196 (nomos-elibrary.de).
- Bernd Hüttemann: Tackling Populism In Europe With A New Form Of Public Diplomacy. In: Turkish Policy Quarterly (Hrsg.): Turkish Policy Quarterly. Spring 2017, Nr. 1. Istanbul (turkishpolicy.com).
- Bernd Hüttemann: Das „Schwarze Loch“ der deutschen Europapolitik – Lobbyismus und europapolitische Koordinierung in Deutschland. In: Daniel Göler, Alexandra Schmid, Lukas Zech (Hrsg.): Europäische Integration: Beiträge zur Europaforschung aus multidimensionaler Analyseperspektive. Nomos Verl.-Ges., Baden-Baden 2015, ISBN 978-3-8487-1943-3, S. 175–195 (nomos-elibrary.de).
- #PublicDiplomacyEU statt diplomatischer Etatismus! Beitrag zum Review Prozess Auswärtiges Amt, 10. September 2014.
- Stiftung & Sponsoring (Hrsg.): Fondazioni ex-bancarie: Die Renaissance des italienischen Stiftungswesens. Februar 2000, S. 29–30.
- Bernd Hüttemann und Ingo Linsenmann: Europa im Internet. In: Wolfgang Wessels, Werner Weidenfeld (Hrsg.): Europa von A bis Z. Taschenbuch der Europäischen Integration. 12. Auflage. Nomos, Baden-Baden 2011, ISBN 978-3-8252-3528-4, S. 460–466.
- Bernd Hüttemann und Juraj Alner: Slowakei. In: Wolfgang Wessels, Werner Weidenfeld (Hrsg.): Jahrbuch der Europäischen Integration. Nomos, Baden-Baden 2007 (Vorgängerartikel seit 2002).
- Bernd Hüttemann: Europäisches Regieren und deutsche Interessen. Demokratie, Lobbyismus und Art. 11 EUV, Erste Schlussfolgerungen aus „EBD Exklusiv“, 16. November 2010 in Berlin. In: EU-in-BRIEF. Nr. 1, 2011, ISSN 2191-8252 (europaeische-bewegung.de [PDF]).
- Bernd Hüttemann und Thomas Traguth: Europeanisation. The Impact of Europe. What You See Is What You Do Not Get. In: Tartu Ülikool Euroopa Kolledž (Hrsg.): EL ajalooline kujunemine ja euroopastumise teooria. Tartu 2009 (hdl.handle.net).